# اليفيتد للترفيه
إليفيتد للترفيه (بالانجليزية: Elevated Entertainment) شركة مساهمة كويتية في قطاع الترفيه العائلي، أنشأت منذ عام 1991.
بدأت الشركة مسيرتها عام 1991 كإدارة او قسم ترفيه ضمن شركة العثمان للكيه سبان، قبل أن يتم فصل هذا القطاع لاحقًا. وفي عام 2008، تأسست شركة إليفيتد للترفيه برأس مال قدره 5 مليون دينار كويتي.
على مدار الثلاثة عقود الماضية امتلكت الشركة وأدارت أكثر من 70 موقعًا متنوعًا بين المواقع الدائمة والموسمية.وواصلت الشركة تطورها من خلال العمل كمُطور ومشغل ومالك، بالإضافة إلى تقديم خدمات استشارية وتأجير الألعاب والمعدات.
تمتلك الشركة أيضًا:
- شركة Fun Quest (فن كويست) [5][6][7][8]
- بيج باونس ارابيا (Big Bounce Arabia) المدينة الهوائية الأكبر في العالم. [9][9][10][11]
- CrazyDrift [12]
- القرية الترفيهية
- قرية الطفل
- Bowl Station
- Dynamics
- مرح لاند (1995-2017) تسمى الآن Winter Wonderland